# Afroheriades hennigi
Afroheriades hennigi är en biart som förekommer i Afrika och som först beskrevs av Peters 1978.  Afroheriades hennigi ingår i släktet Afroheriades, och familjen buksamlarbin. Inga underarter finns listade.